# Passalora periclymeni
Passalora periclymeni är en svampart som först beskrevs av Georg Winter, och fick sitt nu gällande namn av U. Braun & Crous 2003. Passalora periclymeni ingår i släktet Passalora och familjen Mycosphaerellaceae.   Inga underarter finns listade i Catalogue of Life.